# Коломбо, Джой Чезаре
Чезаре Коломбо (итал. Cesare Colombo, 30 июля 1930 года, Милан — 30 июля 1971 года, там же), известный под псевдонимом Джо Коломбо (Joe Colombo) — итальянский архитектор и дизайнер. Один из основоположников направления ядерного искусства.

## Жизнь и творчество
Получил высшее образование в Академии ди Брера в Милане. В 1950-е годы участвовал в т. н. «Ядерном движении» (Мovimento Nuclearе). В 1954 году организует в Милане на Триеннале  выставку керамических изделий. Окончив дополнительно курс архитектуры в Политехническом университете, Коломбо в 1962 году открывает в Милане дизайнерское бюро. Его творчество в этой области в 1960-е годы завоёвывает всеобщее признание, и мастер становится одним из известнейших итальянских дизайнеров. В 1969 году некоторые его произведения экспонируются в Нью-йоркском музее современного искусства.
Работы Дж. Ч.Коломбо базировались на его футуристическом понимании жизни в Будущем и всегда строго отвечали своему практическому назначению. Таким образом этого художника можно было бы назвать «дизайнером завтрашнего дня». Наиболее часто используемым материалом в его произведениях был пластик. В 1960-е годы художник создаёт целый ряд моделей для товаров общественного применения и мебели, которые в течение 1990-х годов с возрождением моды на «ретро» вновь становятся желанными у потребителей. Другими известными разработками Дж. Ч.Коломбо следует назвать его «динамическую мебель» и «жилищные машины» — многофункциональные агрегаты для домашних работ и удобств. Занимался также торговлей автомобилями.
Неожиданно скончался в возрасте 41 года от инфаркта.

## Избранные работы
- Мини-кухня, 1963
- Smoke (изделия из стекла), 1964
- Elda (кресло), 1964
- Spider (светильник), 1968
- Universale (стул), 1965
- Boby (тележка), 1970
- Tube-Chair (кресло из спаянных трубок), 1970
- Optic (будильник), 1970

## Награды
- 1964: XIII. Миланское Триеннале (Три медали)
- 1967: Золотой компас (Compasso d'Oro)
- 1968: Международная премия дизайна (Design International Award)

## Галерея

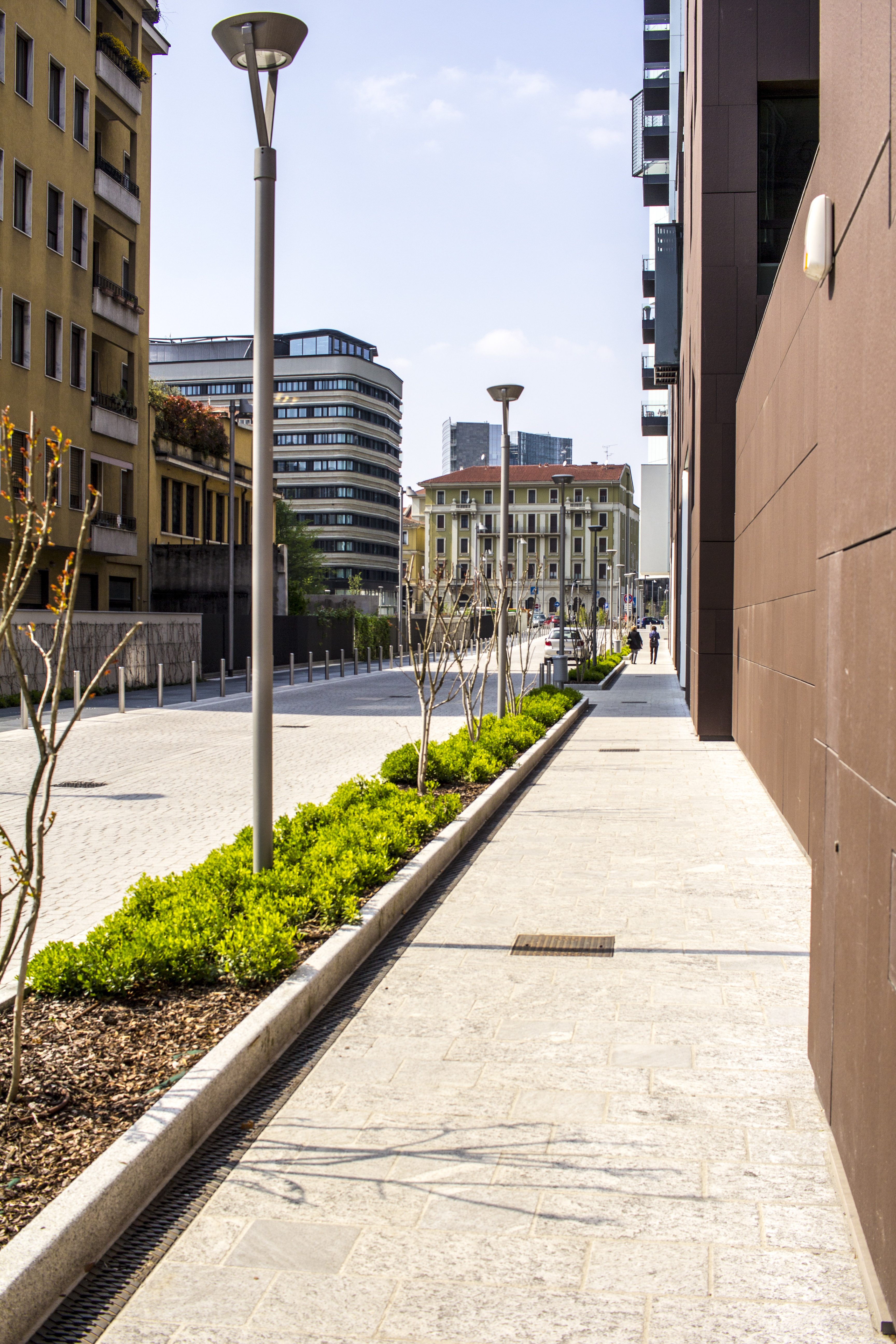
Милан, виа Джой Коломбо
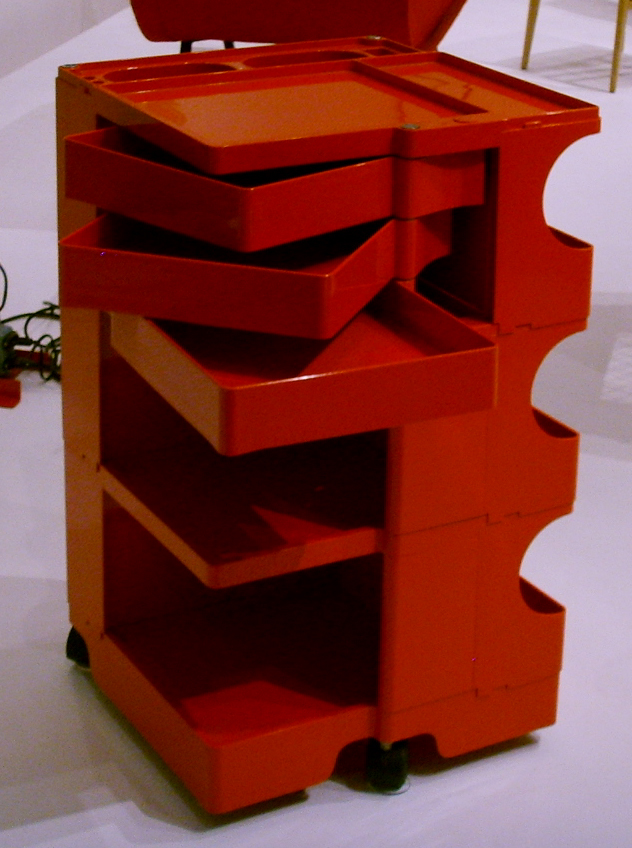
Тележка Boby 3, 1970
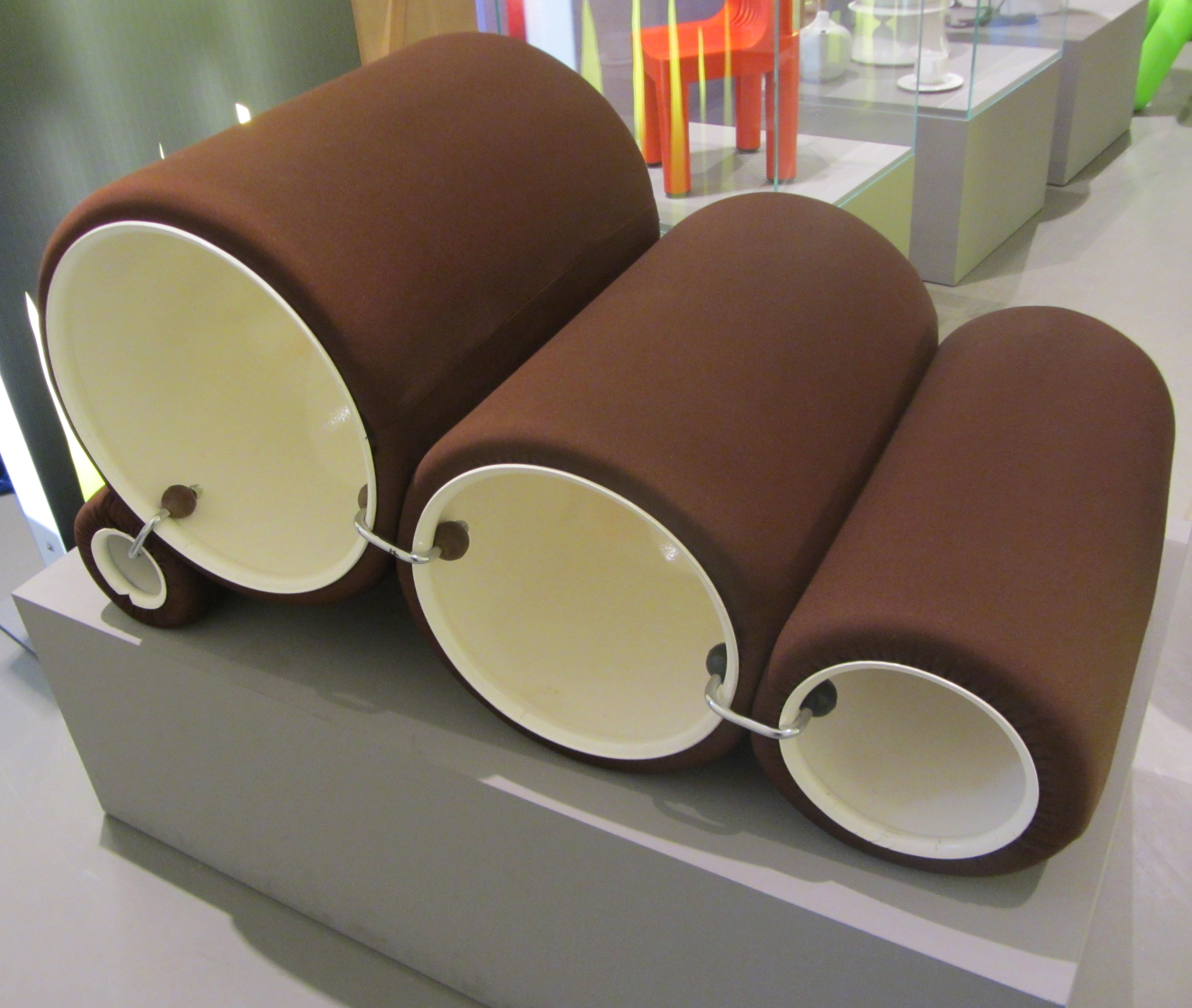
Кресло из двуцветных мягких труб, Миланское Триеннале
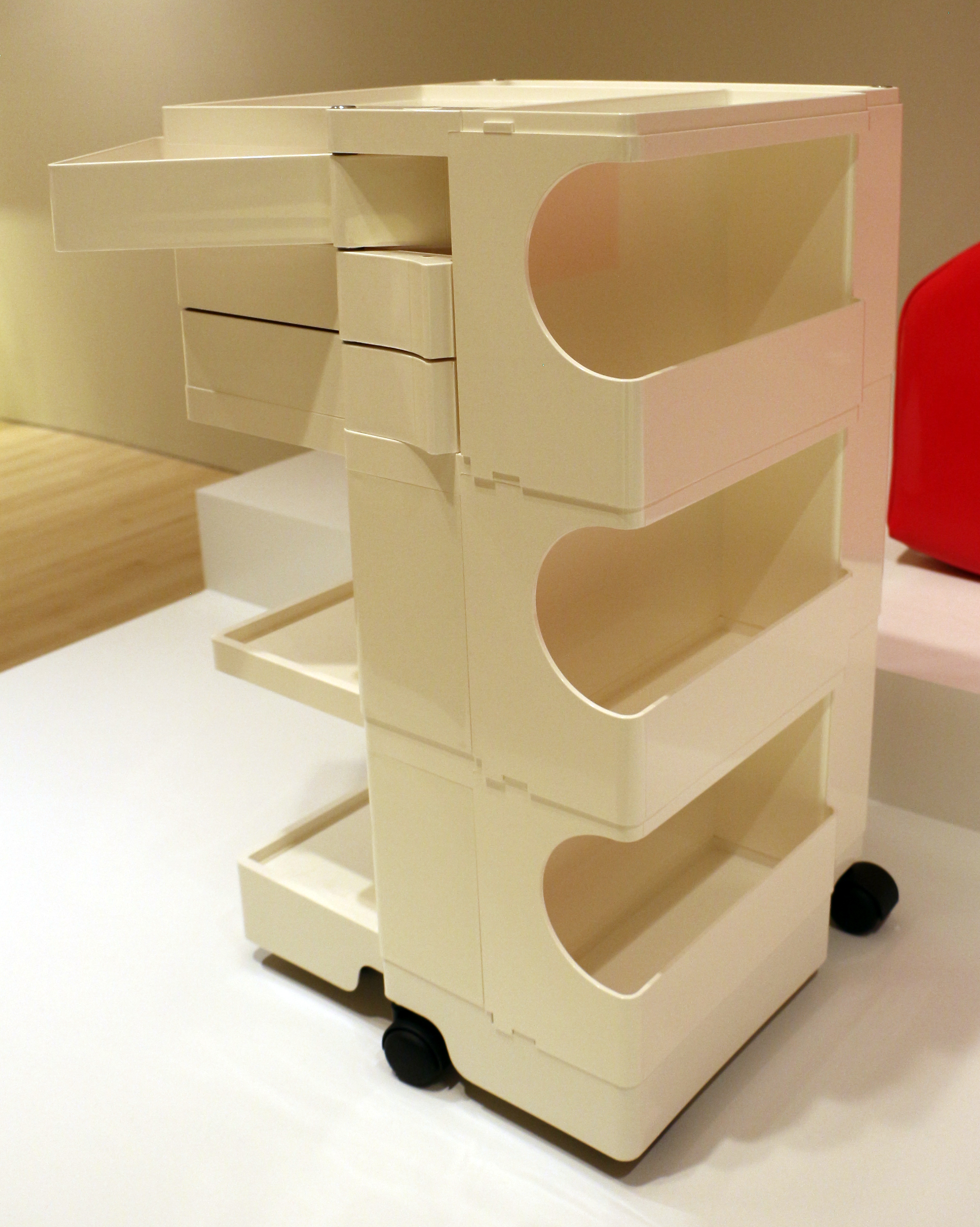
«Тролле-боби» (тележка), 1970
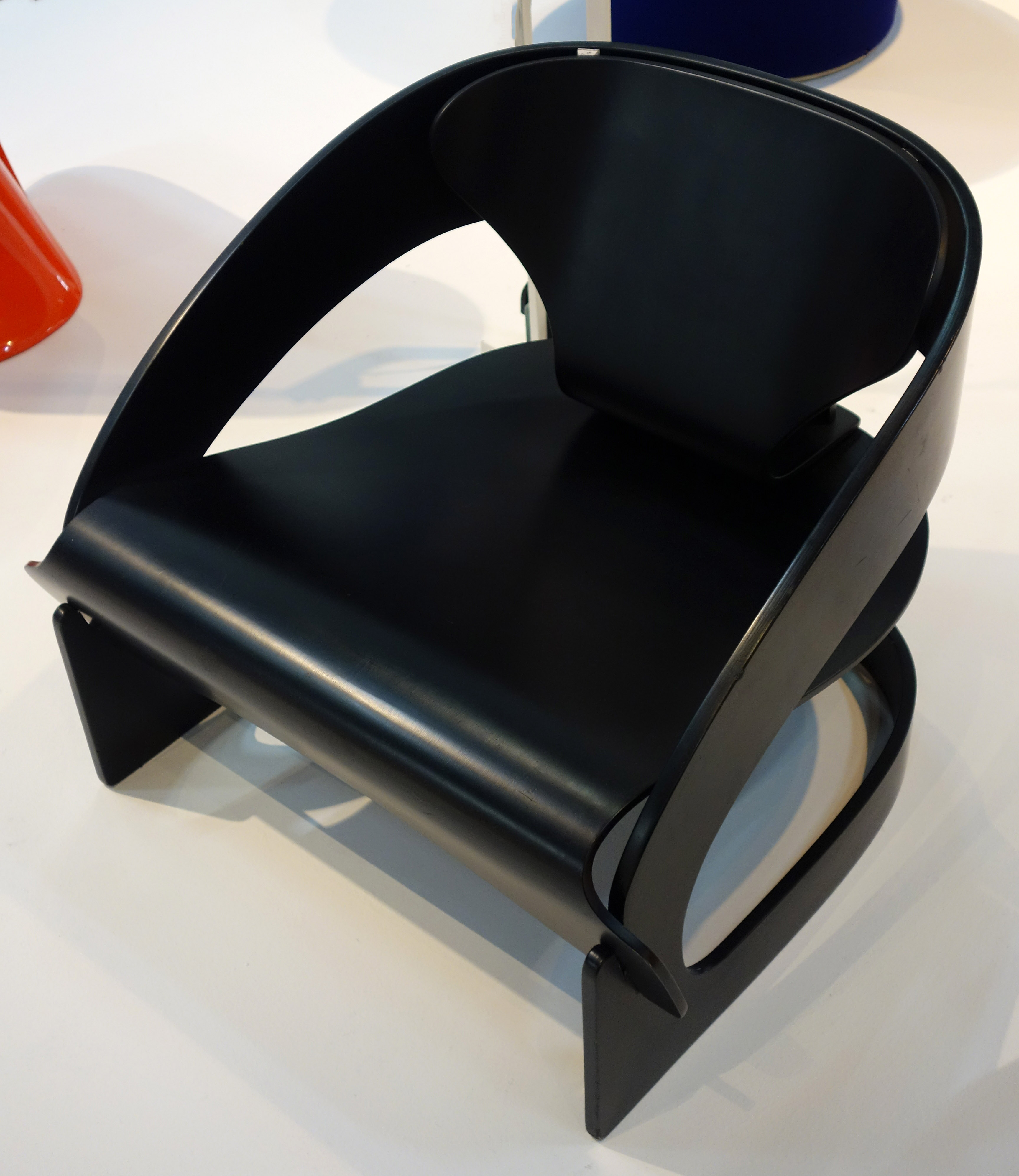
Кресло с подлокотниками, Музей современного искусства, Париж

## Дополнения
- Джой Чезаре Коломбо:  - Медиафайлы на Викискладе
- Международная ретроспектива в Музее дизайна Витра
- Information and pictures about the designer Joe Colombo at the design agency TAGWERC ( in English )